# Akiéni
Akiéni ist die Hauptstadt des gabunischen Departements Lekoni-Lekori innerhalb der Provinz Haut-Ogooué im Nordosten des Landes. Mit Stand von 2013 wurde die Einwohnerzahl auf 6857 bemessen. Sie liegt auf einer Höhe von 508 Metern und hat einen eigenen Flughafen. Die Stadt liegt auf der Route der N7 nördlich des Lékoni.

## Persönlichkeiten
- Jean-Boniface Assélé (* 1939), gabunischer Politiker
- Jean-Marie Adzé (* 1956), gabunischer Politiker und Bürgermeister der Stadt
- Luc Marat Abyla, gabunischer Politiker